# Madonna del cardellino
Madonna del cardellino (Nederlands: Madonna met de distelvink of Madonna met het puttertje) is een schilderij van Rafaël uit 1505-1506. Het werk van 107 bij 77 cm is te bezichtigen in het Uffizi in Florence, waar het na een restauratie die jaren duurde, in 2008 terugkeerde.

## Onderwerp
In dit schilderij schikte Raphael de drie figuren, Maria, Christus en de jonge Johannes de Doper, in een driehoekige compositie. Dit deed hij ook bij andere schilderijen met de Madonna tijdens zijn Florentijnse periode. Ondanks deze strakke compositie, zien de figuren er heel natuurlijk uit.
De Madonna wordt jong en met een grote schoonheid afgebeeld. Zij kijkt op van haar boek, waarin een profetie staat van het bittere lot van haar zoon. Maria zit op een rots en is gekleed in rood en blauw. Rood staat voor de passie van Christus, en blauw staat symbool voor de kerk.
Christus en Johannes zijn nog zeer jong. Johannes houdt een distelvink (ook wel "putter" genoemd) in zijn hand. Christus reikt naar het vogeltje om het aan te raken. De distelvink staat net als de rode kleur symbool voor de kruisiging van Christus. Een legende vertelt dat de rode vlek op de kop van de distelvink ontstond ten tijde van de kruisiging, toen het vogeltje over het hoofd van Christus vloog en een doorn uit de doornenkroon trok, waarbij een spat bloed op zijn kop terechtkwam.
De achtergrond van het schilderij is heel typerend voor de werken van Raphael. Het stelt een natuurlijk landschap voor, dat het onderwerp rustig omhult, zodat de aandacht volledig gericht wordt op het onderwerp.

## Beschadiging
Het schilderij was een huwelijksgift van Raphael aan zijn vriend Lorenzo Nasi, toen deze trouwde met Sandra Canigiani. Het werd in 1547 beschadigd doordat het huis van Nasi waar het zich toen bevond instortte door een aardbeving. Het schilderij was in 17 delen uiteengevallen. Het werd na de aardbeving gered en weer in elkaar gezet en kwam terecht bij de Medici's. In de volgende eeuwen werden vele restauraties uitgevoerd. De reparaties bleven echter zichtbaar. De laatste restauratie duurde jaren en werd in 2008 voltooid.

## Schilderijen met hetzelfde onderwerp
Rafael heeft meer schilderijen met ditzelfde onderwerp geschilderd, Maria met Jezus en Johannes de Doper. Hieronder afbeeldingen daarvan. In alle gevallen zit of staat Jezus letterlijk hoger dan Johannes.

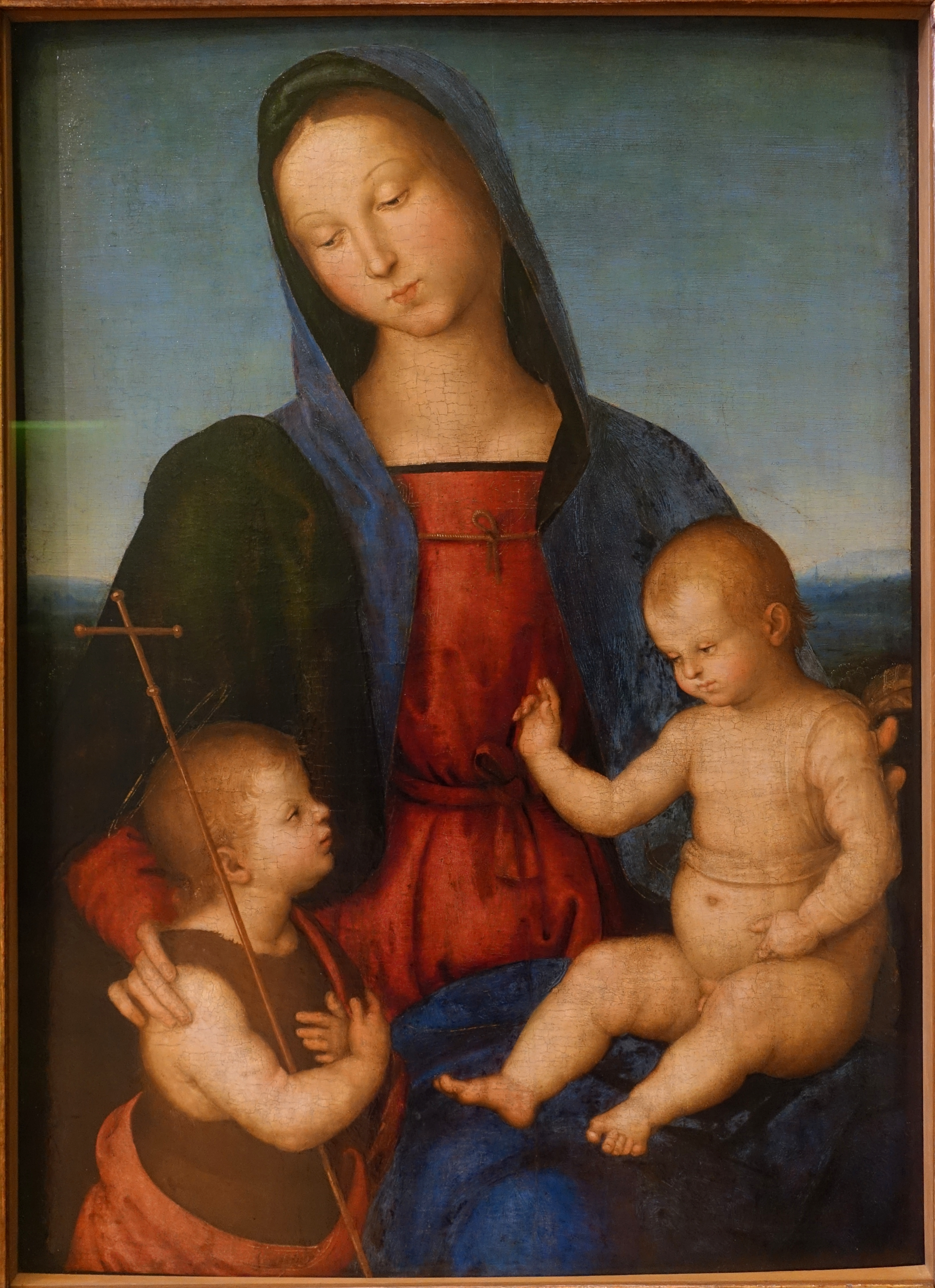
1503 Madonna Diotallevi. De baby Jezus zegent Johannes, die een kruisstaf in de hand heeft.
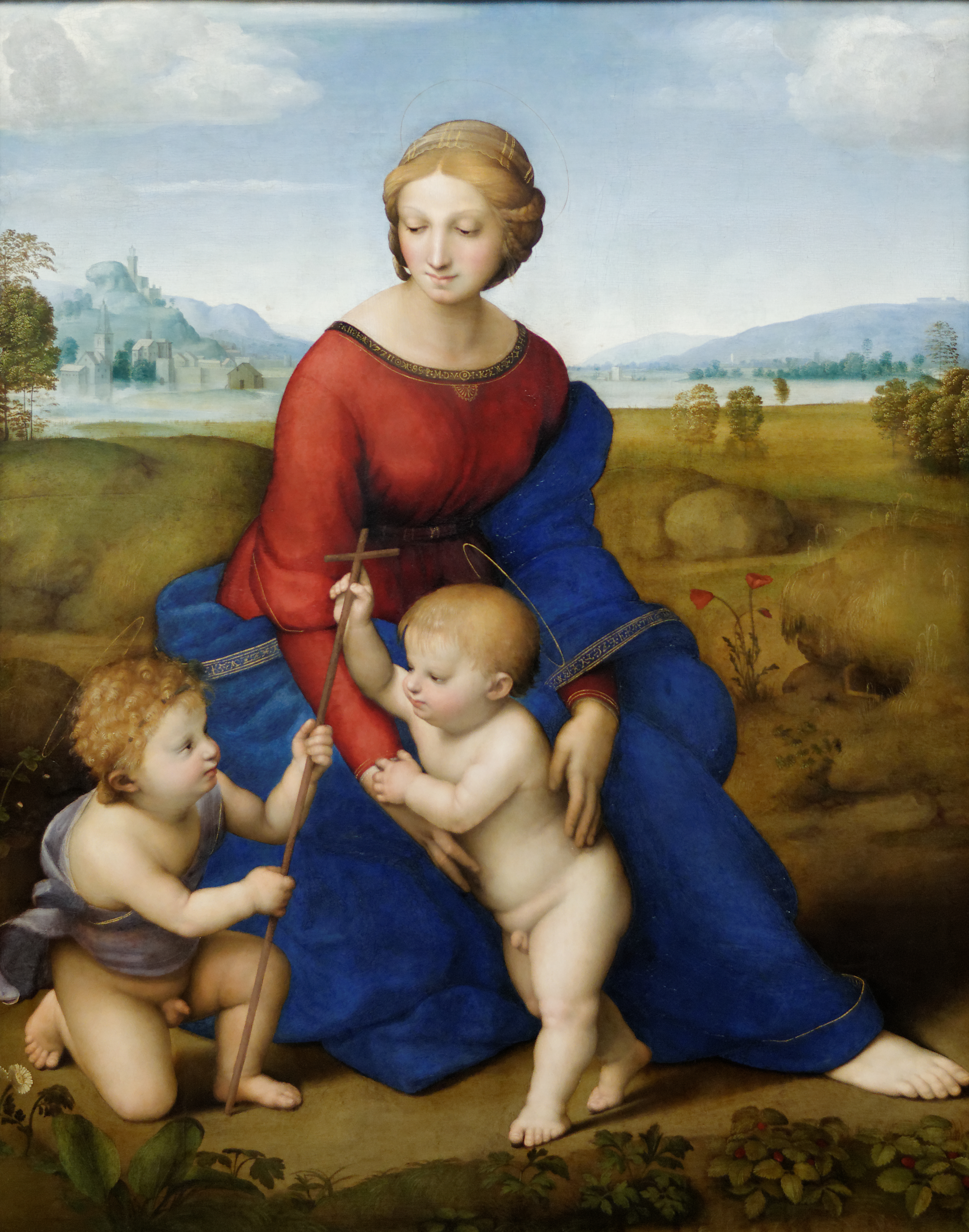
1505 Madonna Belvedere
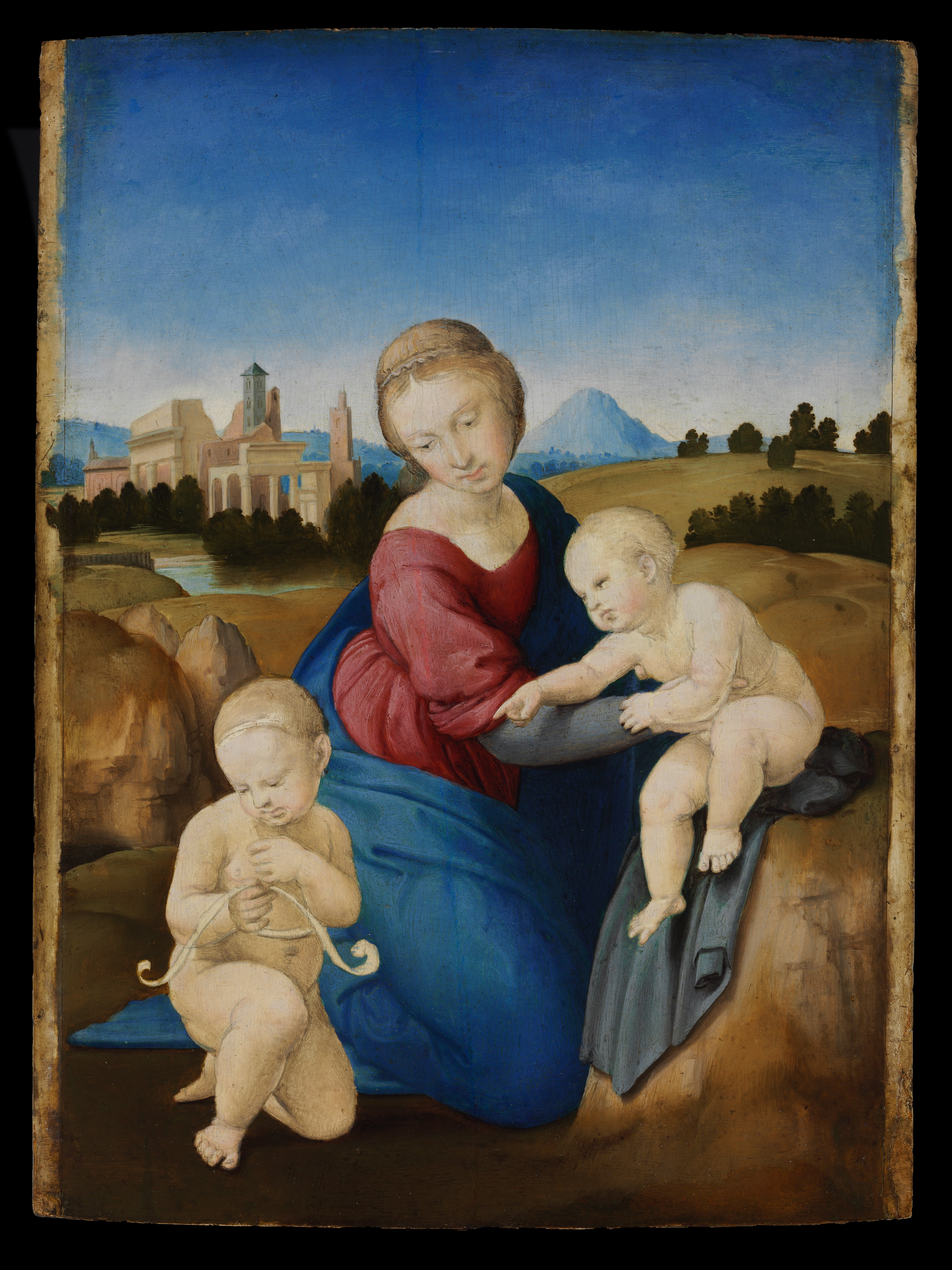
1508 Madonna Esterhazy. Dit schilderij is onvoltooid. Maria knielt op de grond, terwijl zij Jezus vasthoudt die op een rots zit. Johannes heeft een lint in zijn hand met mogelijk een tekst.
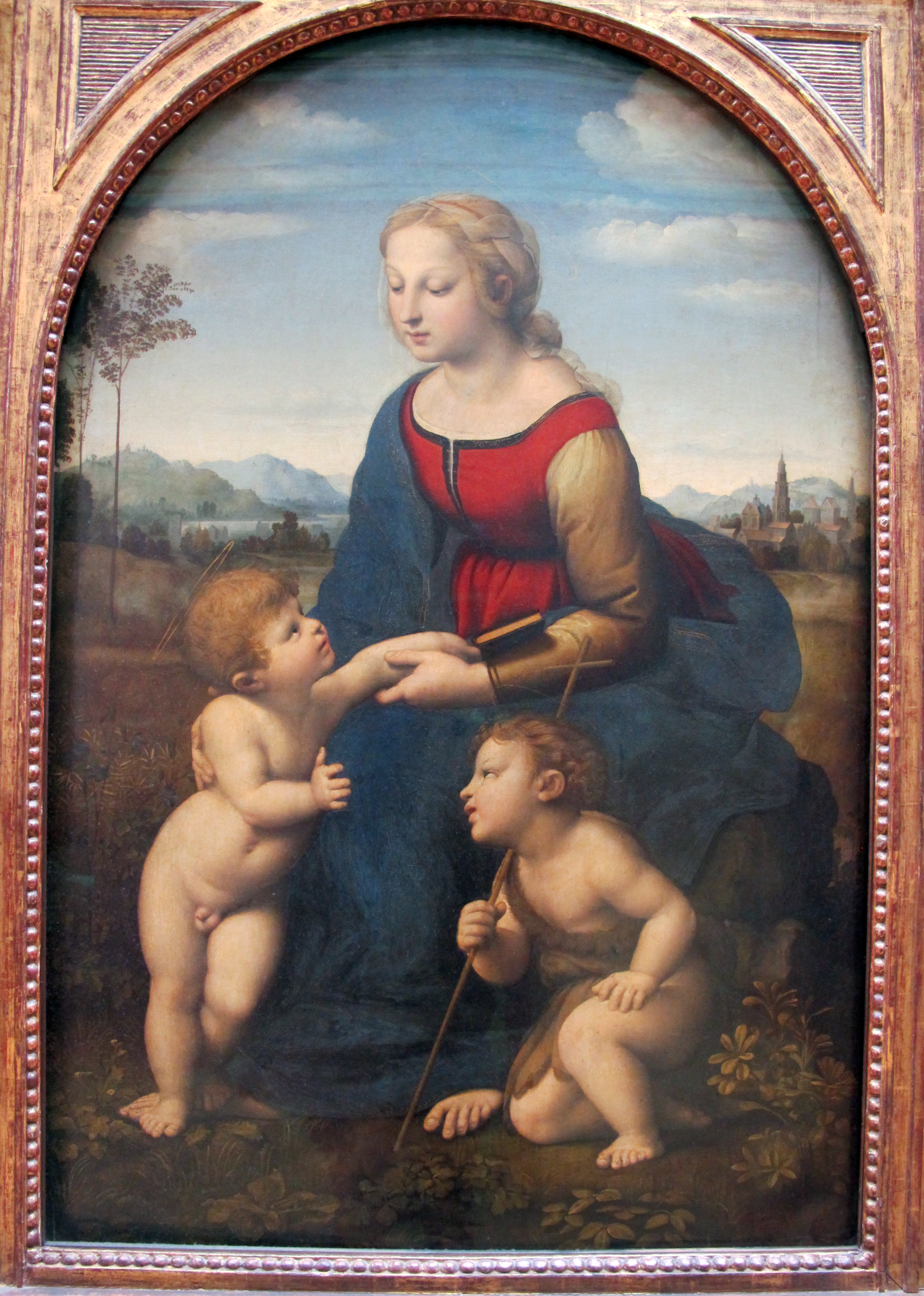
1507-1508. La belle jardinière. Jezus op de grond en kijkt zijn moeder aan. Johannes kijkt naar Jezus en heeft een kruisstaf in de hand.
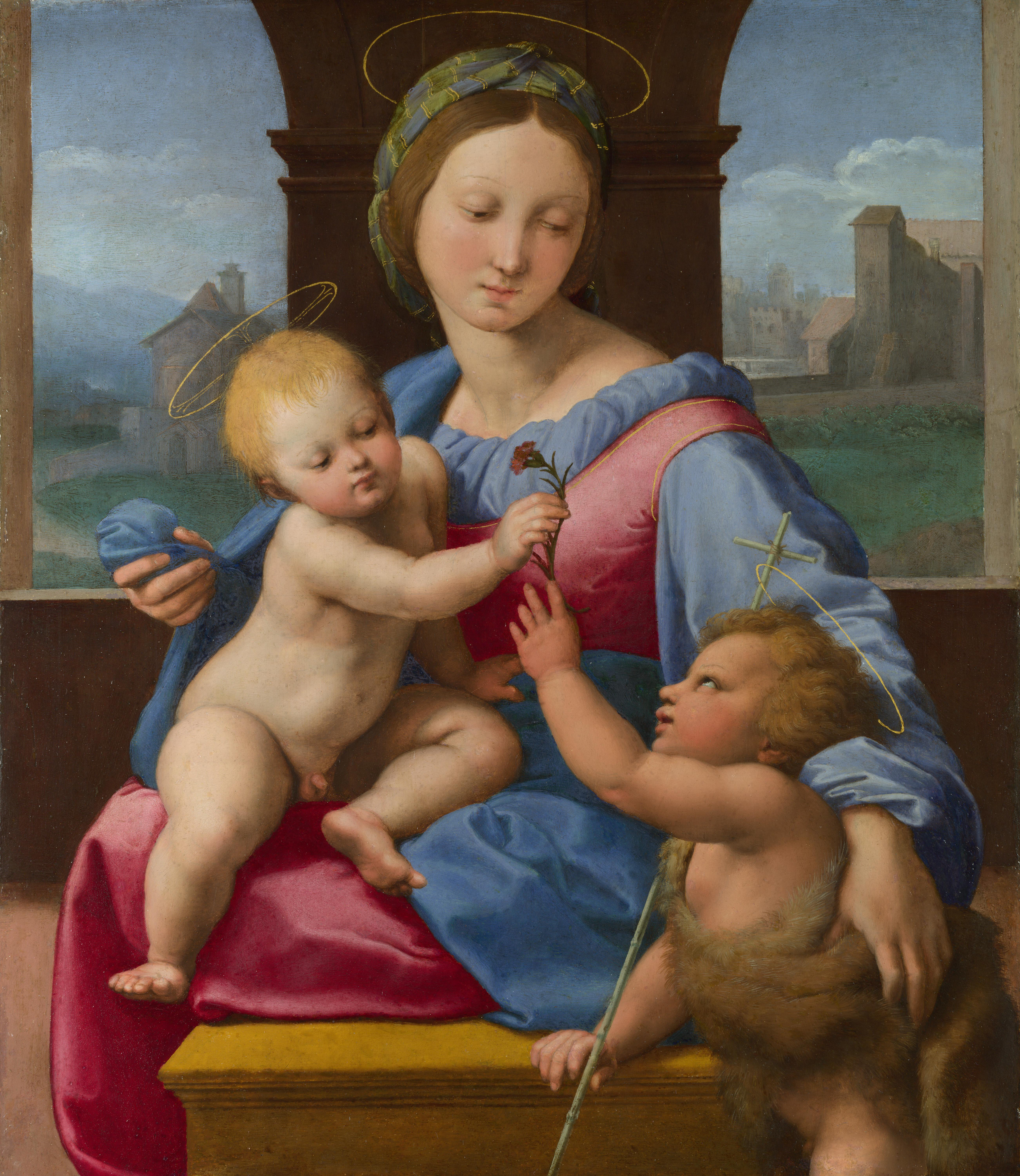
1510 Madonna Aldobrandini. Hier zit het drietal in een interieur. Christus heeft hier een anjer in de hand, ook een symbool van de kruisiging. Johannes heeft een kruisstaf vast.
1510 Alba-madonna. Johannes heeft een kruisstaf, die aangepakt wordt door Jezus. Maria zit hier op de grond.
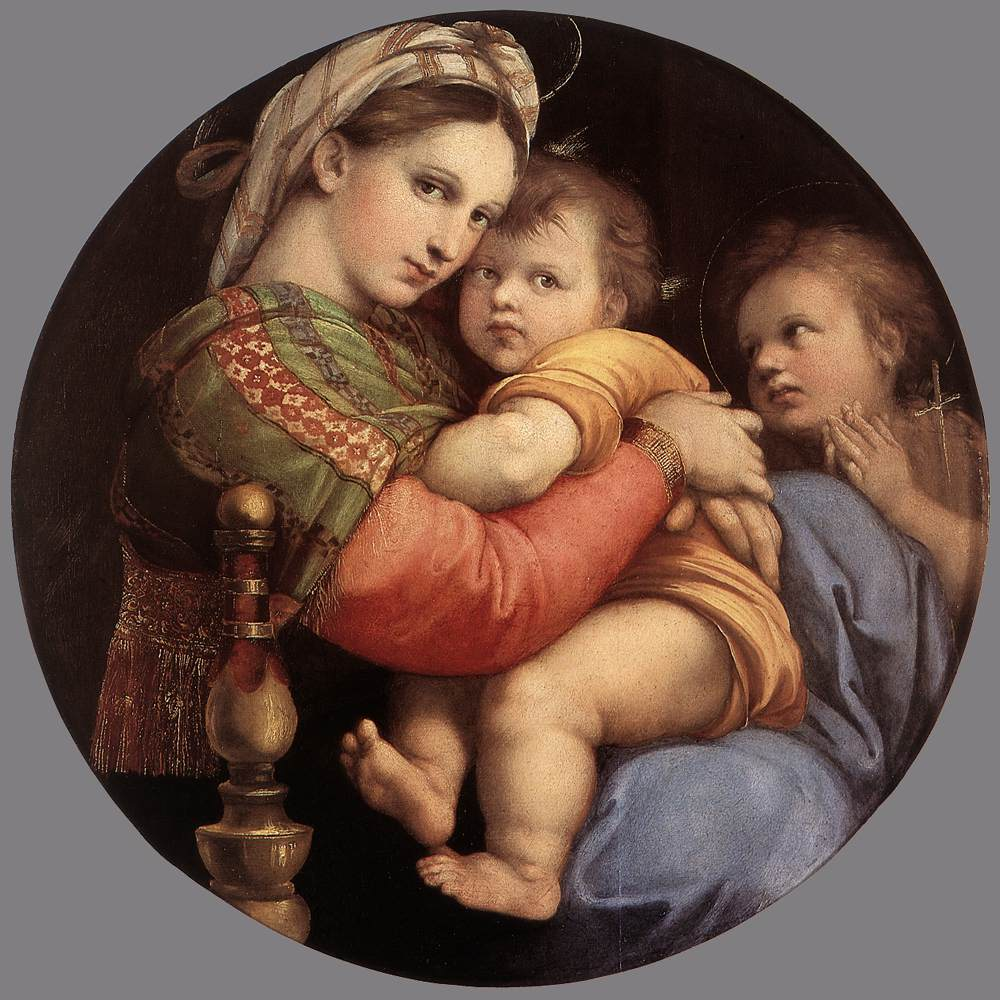
1514 Madonna met de stoel. Dit schilderij heeft een geheel andere stijl en kleurstelling dan de oudere schilderijen die hier getoond zijn. Mogelijk is Rafael beïnvloed door Titiaan en  Sebastiano del Piombo.
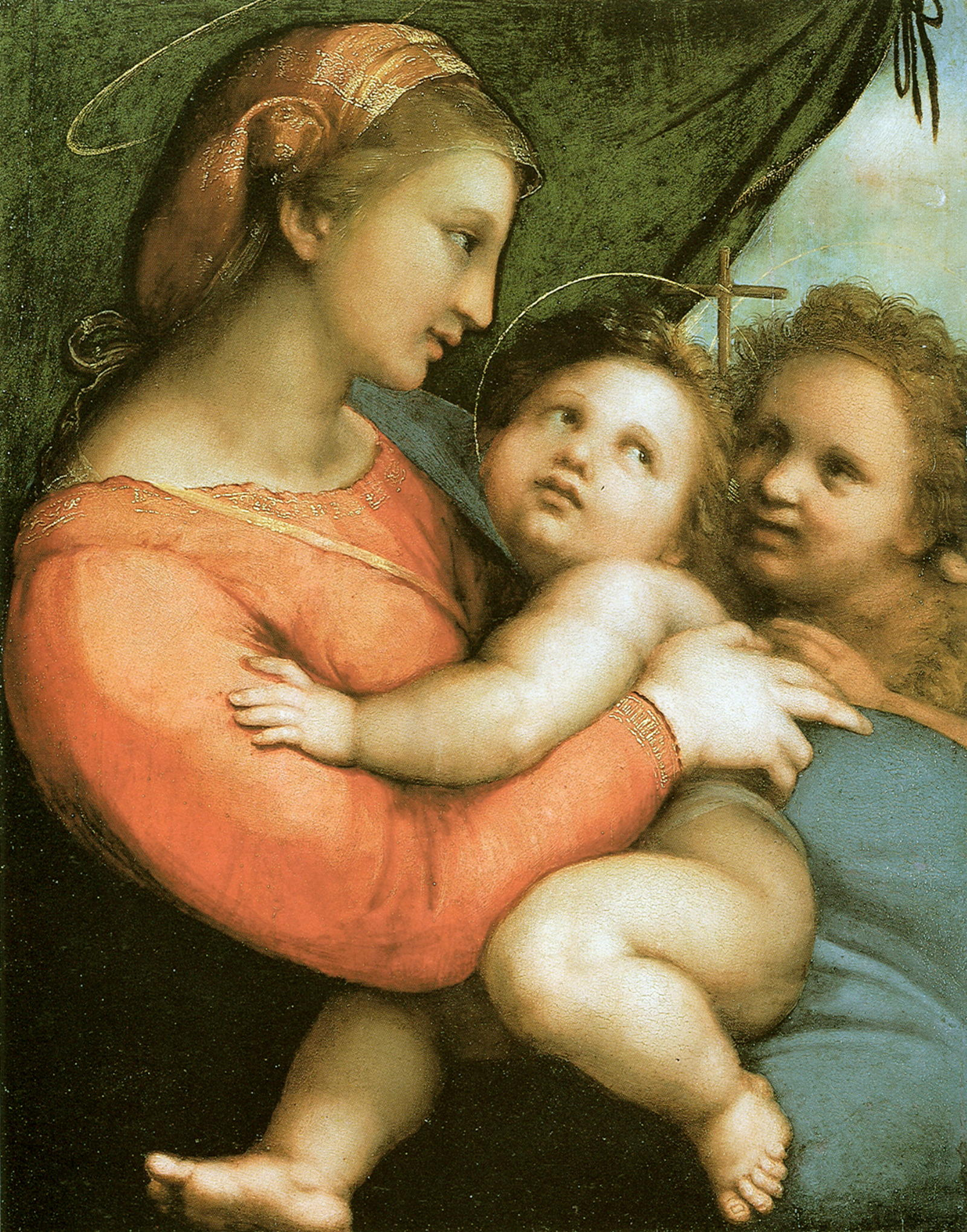
1514 Madonna met het gordijn.

Fresco's: De triomf van Galatea · Stanza della Segnatura · Dispuut over het Heilige Sacrament · De school van Athene · Stanza di Eliodoro

Altaarstukken: Het huwelijk van de Maagd Maria · De heilige Catharina van Alexandrië · Christus valt onder het kruis · De transfiguratie

Madonna's: Madonna van de groothertog · Kleine Cowper-madonna · Madonna met de distelvink · Madonna met de anjer · La belle jardinière · Aldobrandini-Madonna · Madonna van Loreto · Alba-madonna · Madonna van Foligno · Madonna met de stoel · Sixtijnse Madonna

Allegorische schilderijen: De droom van de ridder · De drie gratiën

Portretten: Bindo Altoviti · Baldassar Castiglione · Agnolo Doni · Maddalena Doni · De dame met de eenhoorn · De zwangere · La Donna Velata